# TWA Flight Center
El TWA Flight Center o Trans World Flight Center fue inaugurado en 1962 como la terminal de Trans World Airlines en el Aeropuerto Internacional John F. Kennedy de Nueva York, Estados Unidos, diseñada por Eero Saarinen. Aunque se han demolido algunas partes del complejo original, la terminal diseñada por Saarinen ha sido renovada y está rodeada parcialmente por un nuevo edificio, completado en 2008. Juntos, el edificio antiguo y el nuevo albergan las operaciones de JetBlue Airways en el JFK y se denominan colectivamente desde 2008 Terminal 5 o simplemente T5.
La Autoridad Portuaria de Nueva York y Nueva Jersey, que gestiona el Aeropuerto JFK, quiso antiguamente que la TWA Flight Center fuera la «entrada ceremonial» a la nueva terminal y posteriormente anunció el proyecto de convertir la terminal original en un hotel, que abriría en 2018. La construcción del nuevo hotel empezó en agosto de 2016.
Tanto el interior como el exterior fueron declarados Monumentos Históricos de Nueva York en 1994. En 2005, la terminal fue incluida en el Registro Nacional de Lugares Históricos. El célebre arquitecto Robert A. M. Stern denominó al TWA Flight Center la «Grand Central de la era de la aviación». La nueva terminal que rodea al edificio antiguo se ha calificado de «hiper-eficiente» y de «monumento a la producción humana».

## Diseño

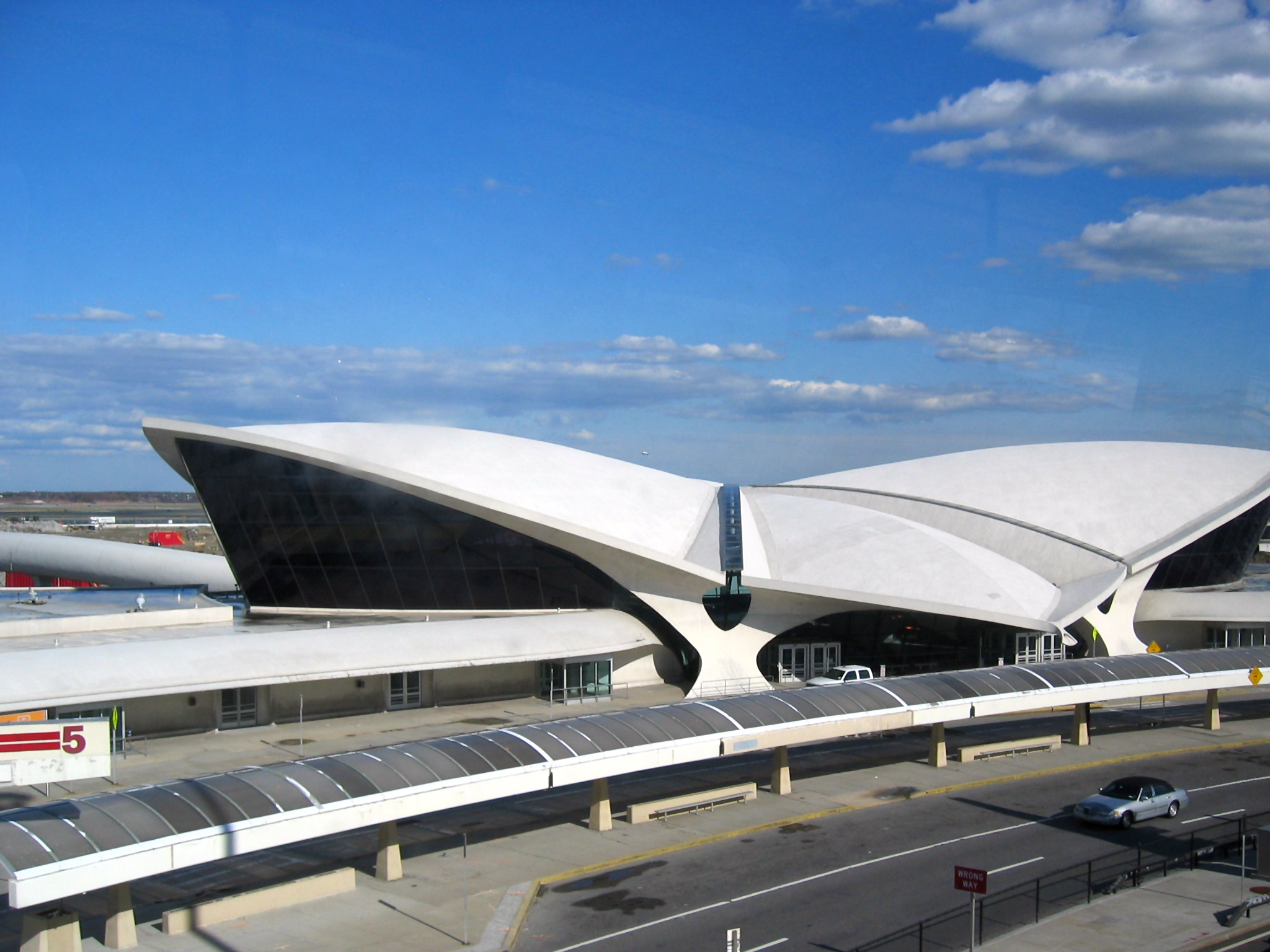
Vista del TWA Flight Center.

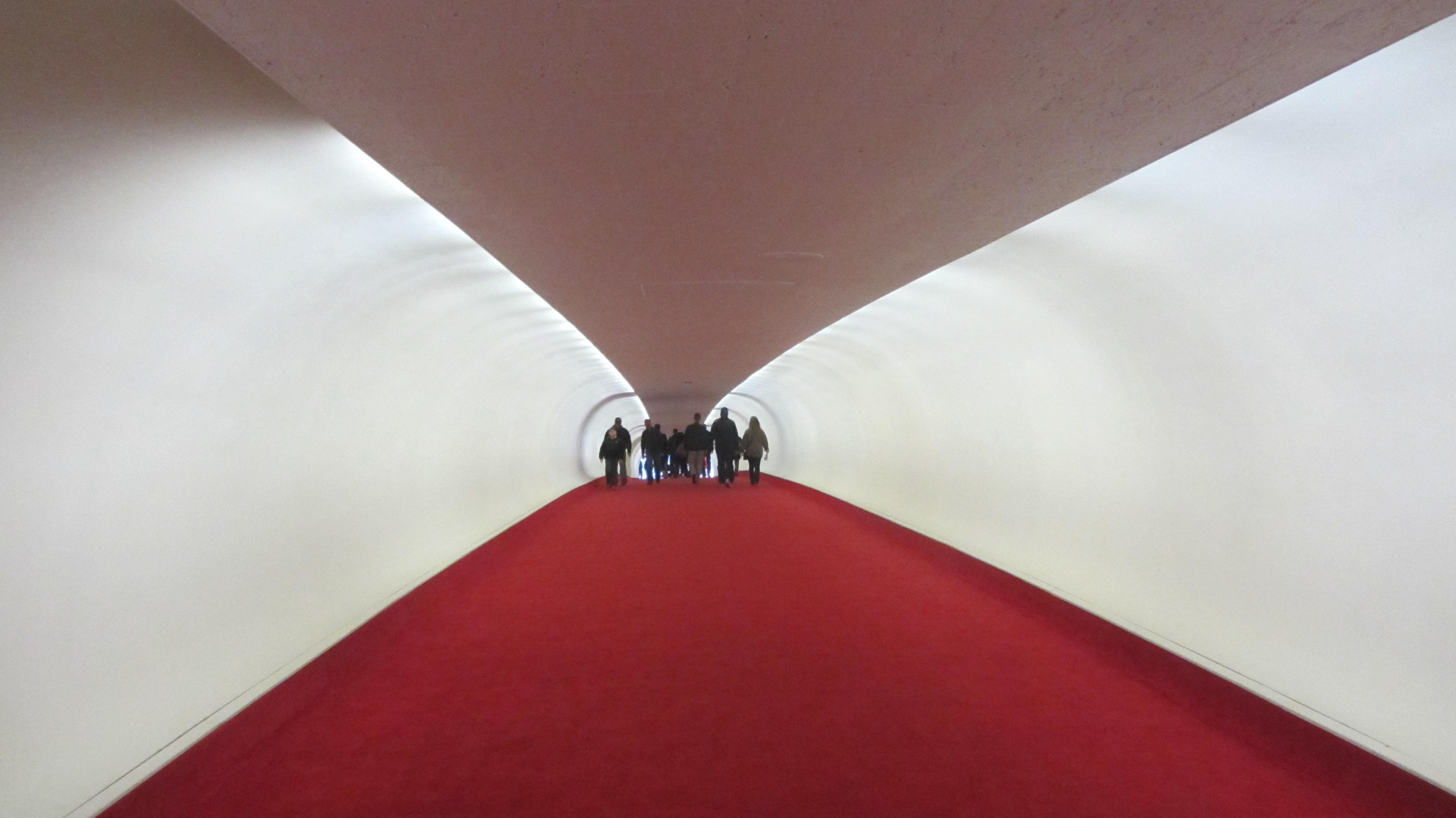
Pasillo original.

El diseño original de Saarinen incluye un destacable techo de hormigón con forma de alas sobre la terminal; pasillos de llegadas y salidas con forma de tubo, cubiertos originalmente en moqueta roja; y altas ventanas que permiten vistas de los aviones que llegan y salen de la terminal. El techo de hormigón inspiró a Saarinen para desarrollar azulejos de cerámica curvos. El estilo del edificio se encuentra a caballo entre el futurismo y el googie.
La terminal fue una de las primeras con pasarelas cerradas de pasajeros, circuito cerrado de televisión, un sistema central de megafonía, cintas de equipaje, y un tablero electrónico de llegadas y salidas. Entre los bares y cafeterías que ofrecía estaban el Constellation Club, el Lisbon Lounge y el Paris Café. Sin embargo, al igual que sucedió con muchas otras terminales diseñadas antes de la llegada de los aviones de fuselaje ancho, del aumento del tráfico de pasajeros y del refuerzo de la seguridad, el diseñó resultó difícil de actualizar a medida que evolucionaba el tráfico aéreo; las puertas de la terminal, situadas cerca de la calle, hicieron difícil la venta centralizada de billetes y los controles de seguridad.
El JFK tenía la particularidad de tener terminales propiedad de aerolíneas y diseñadas por ellas. Eastern Airlines y American Airlines construyeron respectivas terminales, mientras que otras llevaban los nombres de sus aerolíneas, como la Worldport de Pan American World Airways y la Sundrome de National Airlines.

## Historia

### 1962–2001: terminal original

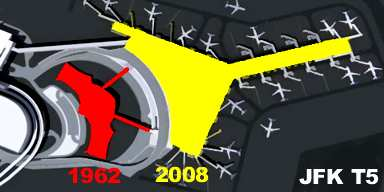
Componentes de la T5 del JFK: en rojo la terminal original de 1962 de Saarinen, y en amarillo la terminal de 2008 de Gensler.

La terminal original, diseñada por Eero Saarinen, abrió en 1962 como la terminal de Trans World Airlines en el Aeropuerto Idlewild (actual Aeropuerto JFK). En 1955 se encargó a Saarinen y su estudio de Detroit que diseñaran el TWA Flight Center.
Saarinen concibió la terminal para «acelerar procesos». Al mismo tiempo, la emblemática construcción con forma de pájaro tenía un interior coordinado armónicamente y referencias a la identidad corporativa de TWA, y por tanto sirvió para transmitir la imagen de la compañía. Saarinen planeó la apariencia del edificio desde una perspectiva puramente formal principalmente para explotar las oportunidades del mercado. Por tanto, la terminal de TWA representa un enfoque completamente diferente frente a los delgados techos de hormigón construidos al mismo tiempo. La terminal fue construida para cubrir un espacio con el mínimo material posible. Saarinen, que era conocido por ser un arquitecto incansable, indicó a su cliente que necesitaba más tiempo, y tardó otro año para resolver completamente el diseño.
Con la ayuda de la esposa de Saarinen, Aline, la aerolínea explotó la nueva oportunidad del mercado para llevar a cabo una exitosa campaña de marketing que empezó el 12 de noviembre de 1957 con la primera presentación pública del edificio. Una vez completada su construcción, la terminal fue inaugurada el 28 de mayo de 1962, el mismo año en el que Saarinen, que había fallecido en 1961, ganó póstumamente la Medalla de Oro del AIA.

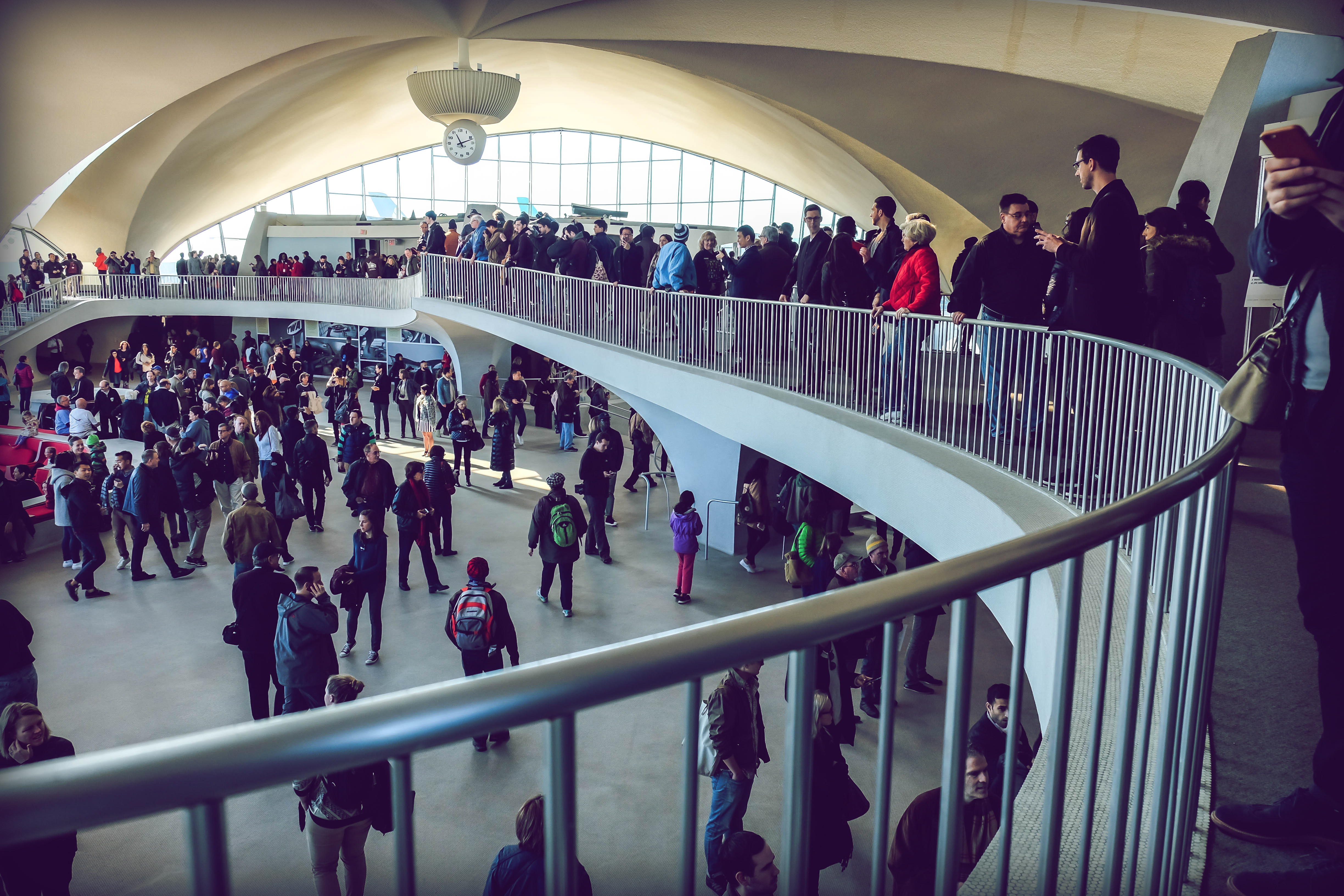
Una pasarela cruza la terminal.

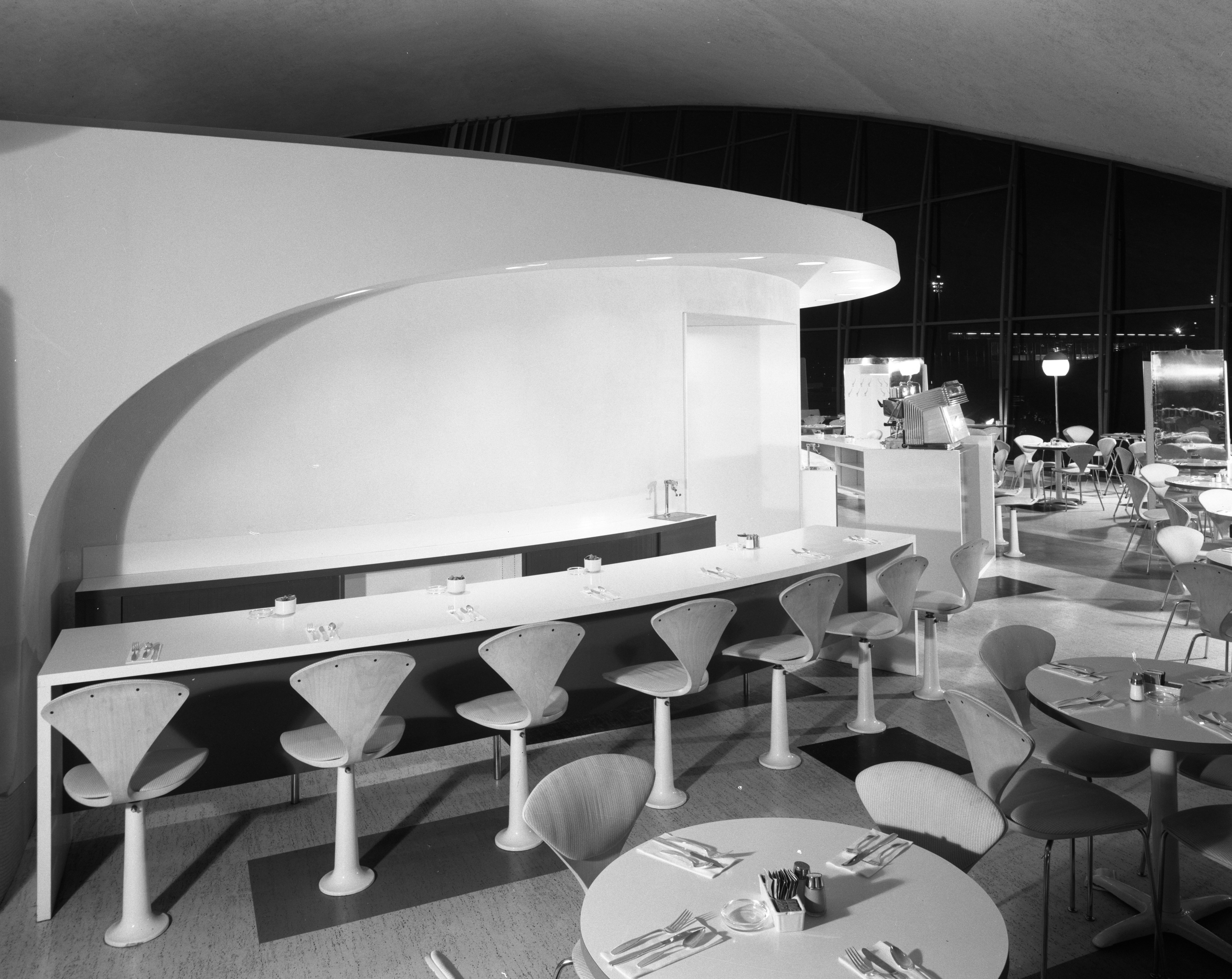
Cafetería de Union News del TWA Flight Center en el entonces Aeropuerto Idlewild, por Raymond Loewy.

En 1969, la terminal recibió una nueva sala de entrada-salida. Conocida como Flight Wing Two, la ampliación fue diseñada por Roche-Dinkeloo para que la terminal pudiera alojar a los entonces nuevos aviones de fuselaje ancho como el Boeing 747.
En 1994, el Ayuntamiento de Nueva York designó tanto el interior como el exterior de la terminal diseñada por Eero Saarinen un monumento histórico.

### 2001–2008: Cierre y designación como monumento
Tras el continuo deterioro financiero de TWA durante los años noventa y la posterior venta de sus bienes a American Airlines, la terminal cerró en octubre de 2001. La Autoridad Portuaria de Nueva York y Nueva Jersey propuso primero convertir la terminal en un restaurante o centro de conferencias, al mismo tiempo que se rodearía el edificio existente con una o posiblemente dos nuevas terminales. La idea encontró la oposición de la Municipal Art Society de Nueva York, así como de los arquitectos Philip Johnson y Robert A.M. Stern. La oposición afirmaba que el edificio, que ofrecía a los pasajeros vistas inmediatas del cielo y los aviones, sería «estrangulado» si se rodeaba con otra terminal, y que no conservaría su espíritu original sino que lo momificaría «como moscas en ámbar». Philip Johnson dijo sobre la propuesta en 2001:

Este edificio representa una nueva idea en la arquitectura del siglo XX, y sin embargo queremos estrangularlo rodeándolo con otro edificio. Imagínese atar las alas de un pájaro. Esto hará al edificio invisible. Si vas a estrangular un edificio, también podrías derribarlo.

En 2004, la terminal albergó brevemente una exposición de arte llamada Terminal 5, con obras de diecinueve artistas de diez países diferentes. La exposición incluía obras, conferencias e instalaciones temporales inspiradas en la arquitectura de la terminal, y se iba a desarrollar desde el 1 de octubre de 2004 hasta el 31 de enero de 2005, pero cerró inesperadamente después de que el edificio fuera vandalizado durante la gala de apertura. Ese mismo año, la Municipal Art Society de Nueva York consiguió que se incluyera al edificio en la lista de los «11 lugares más amenazados de los Estados Unidos» de la National Trust for Historic Preservation.
En 2005, el Servicio de Parques Nacionales incluyó al TWA Flight Center en el Registro Nacional de Lugares Históricos.

### 2008–actualidad: Nuevos planes de uso y construcción de hotel
En 2008, JetBlue y la Autoridad Portuaria de Nueva York y Nueva Jersey tenían todavía que renovar la terminal original de Saarinen, y el edificio permanecía vacío mientras decidían su futuro. Entre las primeras propuestas estuvieron un centro de conferencias, un museo de la aviación, y un restaurante, o un lugar para la facturación de los vuelos que salen de la nueva JetBlue T5. En abril de 2015, The Wall Street Journal desveló que JetBlue y su socio, un promotor de hoteles, estaban negociando por los derechos para transformar la terminal en un hotel.
En septiembre de 2015, el gobernador del Estado de Nueva York Andrew Cuomo confirmó que el edificio de Saarinen se convertiría en un nuevo hotel para los pasajeros del aeropuerto. Las obras empezaron en agosto de 2016. Se demolieron las estructuras situadas a cada lado de la terminal, conservándose la terminal propiamente dicha. El hotel, cuya apertura está prevista para 2018, tendrá 505 habitaciones, 4000 m² de espacio de reuniones y un mirador de 1000 m².

## JetBlue T5

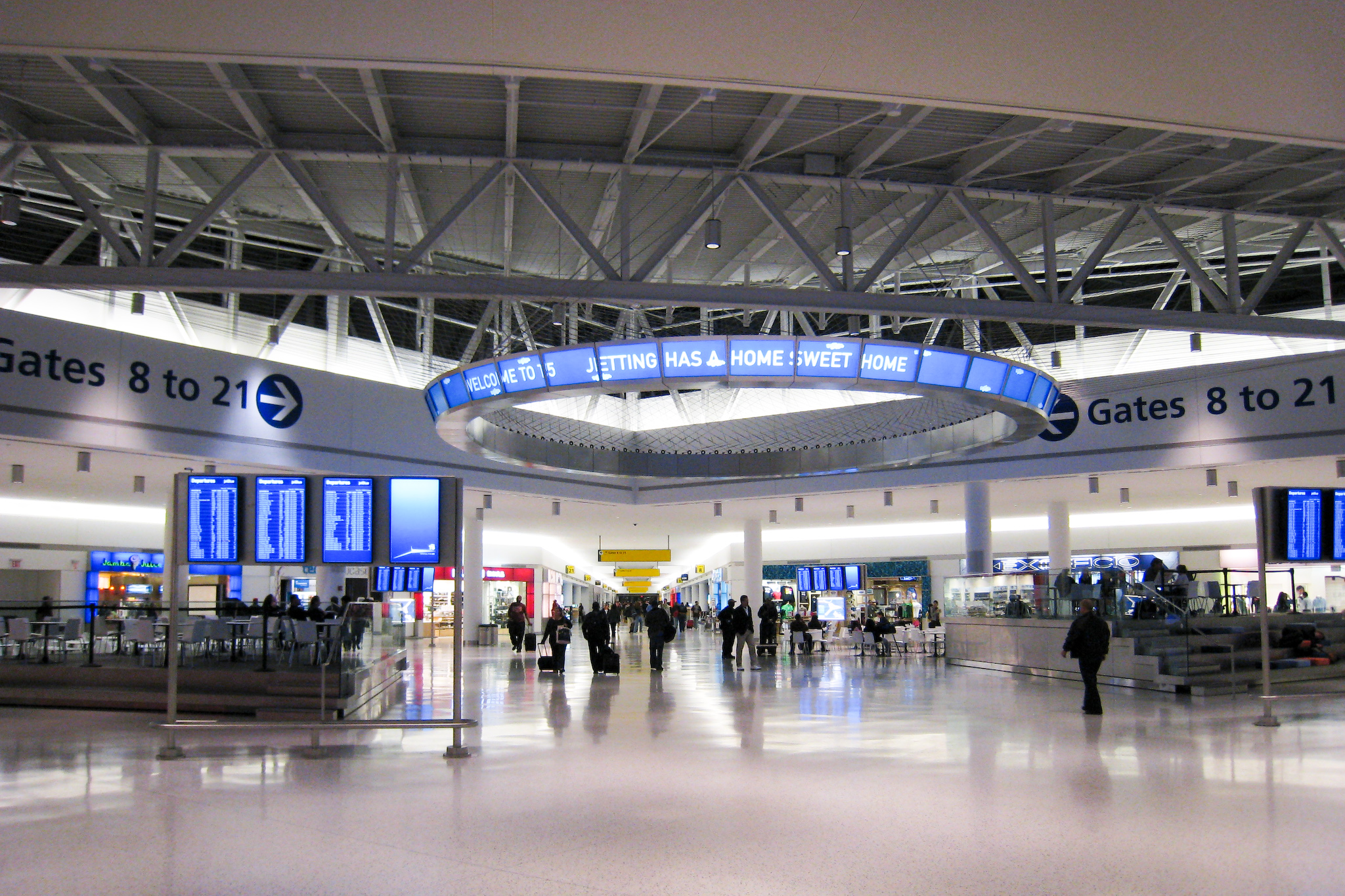
Interior de la nueva terminal de JetBlue.

En diciembre de 2005, la Autoridad Portuaria de Nueva York y Nueva Jersey empezó la construcción de una nueva terminal para JetBlue Airways, que ocupaba la adyacente Terminal 6 y era la aerolínea con mayor crecimiento del aeropuerto. Esta nueva terminal está detrás del edificio original de Saarinen y lo rodea parcialmente. Algunas partes periféricas del edificio original fueron demolidas para permitir la construcción del nuevo edificio de 58 100 m² diseñado por Gensler, que tiene 26 puertas y puede albergar 250 vuelos al día y veinte millones de pasajeros al año.
Originalmente, hubo también planes para renovar otra parte del edificio original, una parte conservada de las salas de embarque conocida como The Trumpet («la trompeta»), que data de la ampliación Flight Wing One de Roche-Dinkeloo de 1969. Durante la construcción de la nueva terminal diseñada por Gensler, The Trumpet fue elevada y trasladada a quinientos metros de distancia con un coste de $895 000, pero tuvo que ser demolida posteriormente cuando el presupuesto del proyecto priorizó renovar la terminal.
La T5 reabrió el 22 de octubre de 2008. JetBlue usó una abstracción de la forma de la terminal de Saarinen como logo oficial del evento y una abstracción de la planta de la terminal para la señalización, e hizo la cuenta atrás de la reapertura en Twitter. La nueva terminal tiene una zona comercial de 5100 m² con 22 concesiones de alimentación y 35 tiendas especializadas, junto con acceso inalámbrico a Internet gratuito, una zona de juegos para niños y un aparcamiento con 1500 plazas. Fue la primera terminal aérea del JFK construida después de los atentados del 11 de septiembre de 2001, y tiene veinte carriles de seguridad, uno de los mayores controles en una terminal aérea de los Estados Unidos. El vestíbulo de la terminal de Gensler rodea la terminal de Saarinen con forma de media luna y conserva los originales y emblemáticos pasillos de salidas y llegadas con forma de tubo de la terminal de Saarinen (Tube #1 del diseño de Saarinen de 1962 y Tube #2 de la Flight Wing One diseñada por Roche-Dinkeloo en 1969).
Mientras que el célebre arquitecto Robert A. M. Stern denominó al evocador TWA Flight Center diseñado por Saarinen «la Grand Central de la era de la aviación», la nueva terminal se ha calificado de «hiper-eficiente» y de «monumento a la producción humana».